# Overloaded: The Singles Collection
Az Overloaded: The Singles Collection az angol Sugababes nevű lánycsapat első válogatásalbuma, amely 2006. november 10-én jelent meg, csaknem egy évvel az alapító tag, Mutya Buena távozása, és az új tag, Amelle Berrabah érkezése után. Bár a lemez már a Keisha, Heidi és Amelle formáció idejében készült, csak három dalban tűnik fel Amelle. Az album a csapat tizenkét kislemezét tartalmazza, amelyek közül négy, a Freak like Me, a Round Round, a Hole in the Head, és a Push the Button az első helyen debütált az Egyesült Királyságban. A csapat az Orson tagjaival két új számot készített az albumhoz, az Easy-t, és a Good to Be Gone-t. A lemez alapvetően pozitív kritikákat kapott.
Az album a harmadik helyen végzett az UK Albums Chart-on, a Brit Hanglemezgyártók Szövetségétől pedig platina minősítést kapott. 2008 októberéig 600 000 példányban kelt el belőle az Egyesült Királyságban. Írország és Portugália listáján az első húsz közé, Ausztriában, Dániában, Németországban, Hollandiában, Norvégiában, és Svájcban pedig az első negyven közé jutott. Vezető kislemeze, az Easy, egy héttel az album megjelenése előtt jelent meg, és Szlovákia és az Egyesült Királyság kislemezlistáján is bekerült a top 10-be. Az album népszerűsítésére az együttes fellépett a londoni 100 Club-ban, valamint 2007 márciusában elindult a The Greatest Hits Tour című turnéjuk az Egyesült Királyságban és Írországban, amely áprilisig tartott.

## Történet
Nem sokkal a Sugababes negyedik stúdióalbuma, a Taller in More Ways (2005) megjelenése után, 2005 decemberében bejelentették, hogy a csapat alapító tagja, Mutya Buena kilépett az együttesből. Ezt követően újra kiadták az albumot, amelyről két kislemez jelent még meg, amelyen már az új tag, Amelle Berrabah szerepelt, és akit 24 órával Buena távozása után jelentettek be helyetteseként. Ezt követően 2006 nyarán a lányok visszatértek a stúdióba, hogy rögzítsenek két új számot az első válogatásalbumukhoz. Így született meg az Easy és a Good to Be Gone, amelyek az Orson zenekar két tagjával, Jason Pebworthel és George Astasioval készültek, ezzel egyidőben elkezdtek dolgozni, ötödik, Change című stúdióalbumukon, amely 2007-ben jelent meg. Az albumon az Easy és a Good to Be Gone című két új dal kapott helyet, mellette a 13 korábbi slágerrel. Az album az összes 2000 és 2006 között készült kislemezeket tartalmazza, kivéve a New Year-t, a Soul Sound-ot, az Angels with Dirty Faces-t és a Follow Me Home-ot. A Red Dress újra felvett változata, Buena helyett Berrabah énekével szerepelt a válogatáson, miután ez utóbbi távozott a csapatból. Az együttes eredetileg újra rögzítette volna az összes dalt az aktuális formációban, de Siobhán és Mutya ennek nem örült volna, így minden maradt az eredeti felállásban. Siobhán két dalban szerepel, Mutya tizenkettőben, Heidi tizenháromban, Keisha mind a tizenötben, Amelle pedig háromban. Az első kislemez az Easy volt, ezt követte volna a Good to Be Gone, de még 2007 elején megerősítette az együttes, hogy ez a dal nem fog megjelenni kislemez formájában, ugyanis inkább a Girls Alouddal közös Walk This Way-t adják ki. Az albumnak több különböző kiadása is van: az eredeti Singles Collection, a Remix Collection, a Napster Live Sessions, a Deluxe Edition/Live Collection és a Video Collection, amely egy olyan DVD, amelyen szerepel az összes dal videóklipje, amely felkerült magára a CDre is.

## Dallista

### The Singles Collection
1. "Freak Like Me" (az Angels with Dirty Faces-ről, 2002) (Eugene Leroy Hanes Jr., Mark Valentine, Loren Hill, William Collins, George S. Clinton, Gary Numan) – 3:15
2. "Round Round" (az Angels with Dirty Faces-ről) (Keisha Buchanan, Mutya Buena, Heidi Range, Miranda Cooper, Brian Higgins, Tim Powell, Robin Hofmann, Florain Pflueger, Rino Spadavecchia, Felix Stecher) – 3:57
3. "Red Dress" (a Taller in More Ways-ről, 2005) (Keisha Buchanan, Mutya Buena, Heidi Range, Brian Higgins, Miranda Cooper, Tim Powell, Nick Coler, Shawn Lee, Lisa Cowling, Bob Bradley) – 3:37
4. "In the Middle" (a Three-ről, 2003) (Miranda Cooper, Brian Higgins, Niuara Scarlett, Shawn Lee, Lisa Cowling, Keisha Buchanan, Mutya Buena, Heidi Range, Andre Tegler, Phil Fuldner, Michael Bellina) – 3:59
5. "Stronger" (az Angels with Dirty Faces-ről) (Keisha Buchanan, Mutya Buena, Heidi Range, Jony Rockstar, Marius De Vries, Felix Howard) – 4:02
6. "Shape" (az Angels with Dirty Faces-ről) (Sting, Dominic Miller, Craig Dodds, K. Dodds) – 4:12
7. "Overload" (a One Touch-ról, 2000) (Jony Lipsey, Cameron McVey, Paul Simm, Siobhán Donaghy, Mutya Buena, Keisha Buchanan) – 4:37
8. "Good to Be Gone" (korábban kiadatlan, 2006) (Jason Pebworth, Geroge Astasio, Keisha Buchanan, Heidi Range, Amelle Berrabah) – 3:26
9. "Caught in a Moment" (a Three-ről) (Jony Lipsey, Karen Poole, Marius De Vries, Keisha Buchanan, Mutya Buena, Heidi Range) – 4:25
10. "Ugly" (a Taller in More Ways-ről) (Dallas Austin) – 3:51
11. "Easy" (korábban kiadatlan, 2006) (Jason Pebworth, Geroge Astasio, Keisha Buchanan, Heidi Range, Amelle Berrabah) – 3:39
12. "Too Lost in You" (a Three-ről) (Diane Warren) – 3:59
13. "Run for Cover" (Az Egyesült Királyság bónuszszáma) (a One Touch-ról) (Jony Lipsey, Cameron McVey, Paul Simm, Siobhán Donaghy, Mutya Buena, Keisha Buchanan) – 3:48
14. "Hole in the Head'" (a Three-ről) (Brian Higgins, Miranda Cooper, Tim Powell, Nick Coler, Niara Scarlett, Keisha Buchanan, Mutya Buena, Heidi Range) – 3:39
15. "Push the Button" (a Taller in More Ways-ről) (Dallas Austin, Keisha Buchanan, Mutya Buena, Heidi Range) – 3:38
16. "I Bet You Look Good on the Dancefloor" (iTunes Store bónusz kiadás, B-side to "Red Dress") (Alex Turner, Jim Abbiss, Alan Smyth) – 2:47

### The Videos Collection (DVD)
1. "Freak Like Me" (Rendező: Sophie Muller) – 3:46
2. "Round Round" (Rendező: Phil Griffin) – 3:57
3. "Red Dress" (Rendező: Tim Royes) – 3:36
4. "In the Middle" (Rendező: Matthew Rolston) – 3:41
5. "Stronger" (Rendező: Alison Murray) – 4:00
6. "Shape" (Rendező: Michael Gracey) – 3:15
7. "Overload" (Rendező: Phil Poynter) – 4:18
8. "Caught in a Moment" (Rendező: Howard Greenhalgh) – 3:49
9. "Ugly" (Rendező: Toby Tremlett) – 3:35
10. "Easy" (Rendező: Tim Royes) – 3:36
11. "Too Lost in You" (Rendező: Andy Morahan) – 3:58
12. "Run for Cover" (Rendező: Jamie Morgan) – 3:47
13. "Hole in the Head" (Rendező: Matthew Rolston) – 3:39
14. "Push the Button" (Rendező: Matthew Rolston) – 3:38

### The Remix Collection (digitális letöltés)
1. "Freak like Me" (Different Gear Mix) – 8:13
2. "Round Round" (M.A.N.D.Y. Radio Mix) – 3:56
3. "Red Dress" (Dennis Christopher Vocal Mix) – 7:16
4. "In the Middle" (Gravitas 3am Vocal Mix) – 8:56
5. "Stronger" (Almighty Club Mix) – 8:00
6. "Shape" (D-Bop's Vocal Breakdown Mix) – 7:38
7. "Overload" (Nick Faber Mix) – 6:50
8. "Caught in a Moment" (D-Bop Remix) – 5:30
9. "Ugly" (Suga Shaker Vocal Mix) – 5:44
10. "Easy" (Seamus Haji & Paul Emanuel Remix) – 7:31
11. "Too Lost in You" (Kujay DaDa's Shaker Remix) – 6:41
12. "Run for Cover" (G4orce All Things Nice Dub) – 4:29
13. "Hole in the Head" (Full Intention Vocal Mix) – 7:13
14. "Push the Button" (DJ Prom Remix) – 8:13

### The Deluxe Collection (digitális letöltés)
1. "Freak like Me" (Maida Vale Session) – 3:51
2. "Round Round" (Sessions at AOL) – 4:55
3. "Red Dress" (Liva At V Festival 2006) – 3:49
4. "In the Middle" (Sessions at AOL) – 4:17
5. "Stronger" (Sessions at AOL) – 4:22
6. "Shape" (Live Version) – 4:15
7. "Overload" (Maida Vale Session) – 4:28
8. "Caught in a Moment" (Live at London) – 4:40
9. "Ugly" (Acoustic Version) – 3:49
10. "Too Lost in You" (Sessions at AOL) – 4:19
11. "Hole in the Head" (Sessions at AOL) – 3:33
12. "Push the Button" (Live at London) – 3:42

### Napster Live Session
1. "Hole in the Head" (Acousitc) – 3:45
2. "Ugly" (Acoustic) – 3:49
3. "Push the Button" (Acoustic) – 3:38
4. "Easy" (Acoustic) – 3:36
5. "Rocks" (Acoustic) – 3:03

## Kislemezek
| #  | Kislemez | Megjelenés        |
| -- | -------- | ----------------- |
| 1. | Easy     | 2006. november 6. |

## Ranglista
| Ország             | Helyezés | Minősítés |
| ------------------ | -------- | --------- |
| Egyesült Királyság | 3        | Platina   |
| Ausztria           | 25       |           |
| Németország        | 38       |           |
| Svájc              | 29       |           |
| Új-Zéland          | 16       |           |
| Írország           | 12       | Platina   |
| Hollandia          | 37       |           |
| Norvégia           | 21       |           |
| Dánia              | 34       |           |
| Belgium            | 43       |           |
| Portugália         | 15       |           |
| Észtország         | 62       |           |